# Widok z mostu (film)
Widok z mostu (fr. Vu du pont, wł. Uno sguardo dal ponte) – francusko-włoski dramat filmowy w reżyserii Sidneya Lumeta z 1962 roku, adaptacja sztuki Arthura Millera pod tym samym tytułem.
Raf Vallone, grający rolę Eddiego Carbone, otrzymał za nią nagrodę David di Donatello dla najlepszego aktora w 1962 roku.
Zdjęcia kręcone były na Brooklynie i w Paryżu (studio).

## Fabuła
Akcja filmu rozgrywa się w Nowym Jorku. Rodzina Carbone mieszka w dzielnicy Red Hook na Brooklynie. Eddie Carbone jest dokerem, jego żona Beatrice zajmuje się domem. Pod wspólnym dachem mieszka Catherine, siostrzenica pani Carbone, którą opiekowali się od dziecka. Carbone nie maja własnych dzieci. Życie Eddiego opanowała obsesja, uśpiona żądza do młodej siostrzenicy. Nieopanowane uczucie dało o sobie znać, gdy pod wspólnym dachem znaleźli schronienie ukrywający się dwaj nielegalni emigranci z Sycylii, Marco i Rodolpho, spokrewnieni z Beatrice. Na domiar złego Catherine i Rodolpho zakochali się w sobie i zaczęli spędzać ze sobą coraz więcej czasu. W sercu Eddiego zwycięża niegodziwość. Robi wszystko, by pozbyć się przybyłych, nawet za cenę utracenia własnego honoru i szacunku sąsiadów i kolegów z portu.

## Obsada
W filmie wystąpili:
- Raf Vallone jako Eddie
- Maureen Stapleton jako Beatrice
- Carol Lawrence jako Catherine
- Jean Sorel jako Rodolpho
- Raymond Pellegrin(inne języki) jako Marco
- Morris Carnovsky(inne języki) jako Alfieri
- Harvey Lembeck(inne języki) jako Mike
- Mickey Knox(inne języki) jako Louis
- Vincent Gardenia jako Lipari